# Tomorrow Is a Long Time
"Tomorrow Is a Long Time" é uma música escrita e gravada por Bob Dylan. A versão de Dylan apareceu pela primeira vez no álbum compilado Bob Dylan's Greatest Hits Vol. II, lançado em 1971. Posteriormente, a música foi incluída na compilação tripla do LP Masterpieces.

## Versão de Dylan
A versão oficialmente lançada da canção de Dylan trata-se de uma gravação ao vivo de seu show em 12 de abril de 1963, no Town Hall em Nova York. Dylan tinha gravado a música em dezembro de 1962 como uma demonstração para a M. Witmark & Sons, sua editora. Esta gravação particular foi liberada pela Columbia em 2010 no álbum compilado The Bootleg Series Vol. 9: The Witmark Demos: 1962-1964.
A canção foi utilizada no último episódio da primeira temporada de The Walking Dead.

## Cover de Elvis Presley
Elvis Presley gravou a canção em 26 de maio de 1966 durante uma sessão para seu álbum How Great Thou Art. A música surgiu, originalmente, como uma faixa bônus do álbum Spinout. Dylan disse uma vez que a versão de Presley era "uma das gravações que eu mais valorizo".
De acordo com o livro de Ernst Jorgensen, Elvis Presley: A Life In Music - The Complete Recording Sessions, Presley ouviu a canção pela primeira vez através de Charlie McCoy, que já havia participado das gravações de Highway 61 Revisited e Blonde on Blonde. McCoy tocou com Odetta em seu álbum Odetta Sings Dylan em 1965, antes de uma gravação de Elvis Presley "ter se tornado como 'Tomorrow Is A Long Time'."
Dylan disse que esta era sua versão favorita de qualquer uma de suas canções.

## Outras versões
- Ian & Sylvia lançaram em seu álbum de 1964, Four Strong Winds
- Judy Collins lançou em seu álbum de 1965, Judy Collins 'Fifth Album
- Nick Drake lançou em seu álbum de gravações caseiras, Family Tree
- Nickel Creek lançou em seu álbum de 2005, Why Should the Fire Die?
- We Five lançou em seu álbum de 1970, Catch the Wind
- Justin Rutledge fez uma versão da música em seu álbum de 2013, Valleyheart
- Zee Avi fez uma homenagem a Bob Dylan em seu álbum de 2012, Chimes of Freedom: The Songs of Bob Dylan Honoring 50 Years of Amnesty International
- Zé Ramalho lançou a canção em seu álbum Zé Ramalho Canta Bob Dylan - Tá Tudo Mudando